# プカプカ語
プカプカ語（プカプカご、Pukapukan/Bukabukan）は、南太平洋クック諸島の主島であるラロトンガ島より北西約1150kmに位置するプカプカ環礁に住む原住民の使用するポリネシア諸語の一言語である。プカプカ島はクック諸島の中でも特に離れた場所に位置する島の一つである。
話者数はクック諸島内で450人、プカプカ島出身でラロトンガ島やニュージーランド、オーストラリアに住む者もいるため、すべての国を含めると2000人程度だと推定されている。
ユネスコの消滅危機言語の一覧では、危険（Definitely Endangered）レベルに指定されている。
オーストロネシア語族、マレー・ポリネシア語派、サモイック・外位ポリネシア語群に入れる学者が多い。
しかし東ポリネシア語群からと思われる借用語も多く存在しており、この系統的位置付けは絶対とは言えない部分がある。
多くのポリネシア諸語のように、文字はもともと存在していなかった。
現在はアルファベットで表記。

## 歴史
プカプカ語はクック諸島の北部に位置しているプカプカ環礁で主に話されている言語である。クック諸島の国語であるマオリ語とは、簡単に理解し合えるほどの類似性はなく、むしろサモアに代表される西ポリネシア文化との強い繋がりが見られる。プカプカ島はクック諸島の中でも最も遠く離れた場所に位置する島の一つである。紀元前300年から人類が居住していた証拠が見つかっていたが、それからずっと人が住んでいたかは明らかになっていない。最後の植民は恐らく1300年頃の西ポリネシア人によるものだと考えられている。現地の口頭伝承によると、1600年頃に巨大な津波に襲われ、15～17人の男性と二人の女性、数人の子供を除き島民は亡くなってしまった。しかし、生き残った人々により島は息を吹き返した。プカプカ島はクック諸島の中でも最も早く西洋人に発見された島の一つで、1595年の8月20日日曜日にスペイン人の冒険家Alvaro Mendanaによって発見された。プカプカ島は数百年もの間他の島から隔離されていたので、話者の先祖との強いつながりが残っている。

## 音韻論的特徴

### 母音
/i, e, a, o, u/の5母音をもつ。
以下の例のように、長短の区別がある。

長母音は音韻論的には同一母音重複として表すことができるが、正書法としては母音字の上に長音記号(￣)をつけて表すことがある。
- papa: 岩
- papā: ヨーロッパ人
- pāpā: 父
- pāpa: クルーカットの（髪型）

### 子音
/p, t, k, y, w, v, l, m, n, ng/の10子音をもつ。
クラーク(R. Clark)によれば、/y/は口蓋化歯擦音でポリネシア祖語*sの反映音。/w/は半母音[w]でポリネシア祖語*wおよび*fの反映音である。

## 統語論的特徴
最も基本的な語順はVSO型だが、VOS型になることもある。

形容詞は常に名詞の後ろに来る。

### 名詞文、自動詞文
名詞文や自動詞文の主語は絶対格をとり、一般には無標である。
ただし、主語が固有名詞や人称代名詞のときは人的冠詞aに後続される前置詞i、つまりi-aに先行されることがある。

### 他動詞文
対格構文と能格構文がある。
ただし東ポリネシア語群によく見られる対格構文が多く、サモイック・外位ポリネシア語群によく見られる能格構文は少ない。
また、同じ動詞で対格構文・能格構文の両方に現れるものもある。

対格構文から受動態を作ることができる。

## 形態論的特徴

### 語彙
他のクック諸島とはあまり密接な関係は見られないが、東ポリネシア諸語からの借用語が多い。例えばプカプカ語にはrがないため、ラロトンガ語のrがlになっている例がみられる。
|            | プカプカ語 | ラロトンガ語 |
| ---------- | ---------- | ------------ |
| ラロトンガ | Lalotonga  | Rarotonga    |
| たいまつ   | lama       | rama         |
| 急ぐ       | limalima   | rimarima     |
| 怒っている | lili       | riri         |
| 注ぐ       | lilingi    | riringi      |

### 重複語
多くのポリネシア諸語に見られるように、プカプカ語でも一部または全部を反復して作られた重複語がよく用いられる。
重複語によって言葉を強調したり新しい意味を与えたりする。
- kale: 波　→　kale-le: 引き波
- kapa: リズムよく手を叩くこと　→　kapa-kapa: はためく、羽ばたく

### 同音異義語
プカプカ語には多くの同音異義語が存在し、似たような語源を持つことが多い。
- kapa

1. (動詞）リズム良く拍手する
2. （動詞）大泣きする
3. （名詞）角

- ata

1. （名詞）感情的衝撃
2. （名詞）影
3. （名詞）夜明け
4. （名詞）色を変える
5. 動詞の接頭辞：～が得意である、など

- lulu

1. （名詞）結び付ける
2. （名詞）束、村、グループ、チーム
3. （名詞）タロイモを用意すること
4. （名詞）鳥の名前

## 基本表現

### 挨拶
- PEWEA: Hello, how are you?（こんにちは、お元気ですか？）
- KO LELEI WUA: I'm fine.（元気です。）
- ATA WAI WOLO: Thank you.（ありがとう）[7]

### 数字
- 1. tayi
- 2. lua
- 3. tolu
- 4. wa
- 5. lima
- 6. ono
- 7. witu
- 8. valu
- 9. iva
- 10. katoa/laungaulu

10より大きい数字には二つの数え方がある。一つ目は、十の位に10を表すlaungauluを、一の位には通常の数字を使う方法だ。
- 18 - laungaulu ma valu (10、8)

二つ目の数え方として、19より大きい数字は、十の位にも一の位にも通常の数字を使う。
- 30 - lau tolu (2、3)
- 40 - lau wa (2、4)